# جوزف سالرنو
جوزف سالرنو (انگلیسی: Joseph Salerno؛ زادهٔ ۱۹۵۰ (۷۴–۷۵ سال)) اقتصاددان مکتب اتریش اهل ایالات متحده آمریکا است. وی معاون علمی رئیس مؤسسه لودویگ فن میزس است.